# Хадсон, Хейли
Хейли Кей Хадсон (род. 14 июня 1986, Чикаго, Иллинойс, США) — американская актриса.

## Биография
Родилась 14 июня 1986 года в городе Чикаго, штат Иллинойс. В кино дебютировала в 2003 году в комедийном семейном фильме Марка Уотерса Чумовая пятница.

## Фильмография
- 2003 — Чумовая пятница / Пэг
- 2005 — Сладкий горох (короткометражный фильм) / Лаура
- 2007 — Наблюдение[англ.] / Аманда
- 2008 — Убийственная хата / Моган
- 2008 — Марли и я / Дебби
- 2009 — Внутренний круг / Роза Браун
- 2010 — Киллер по своей природе / Мэгги
- 2012 — Making Change / Долла
- 2012 — Пакт[англ.] / Стиви
- 2012 — Нора (короткометражный фильм) / Нора
- 2014 — Пакт 2[англ.] / Стиви

## Телевидение
- 2003 — Лиззи Магуайер / Клементина (эпизод "Grubby Longjohn's Olde Tyme Revue")
- 2005 — Дурман / Quinn Hodes (эпизоды "You Can't Miss the Bear", "Free Goat")
- 2006 — Сыновья и дочери[англ.] / Эсти (эпизод "House Party")
- 2008 — Терминатор: Битва за будущее / Синди Филдс (эпизод "Alpine Fields")
- 2008 — Дурман / Quinn Hodes (эпизод "If You Work for a Living, Then Why Do You Kill Yourself Working?")
- 2009 — Дурман / Quinn Hodes (эпизод "Wonderful Wonderful")
- 2009 — Забытые / Девушка-панк (Пилотный эпизод)
- 2009 — Ruby & The Rockits[англ.] / Молли (эпизод "Smells Like Teen Drama")
- 2009 — Говорящая с призраками / Скарлетт (эпизод "See No Evil")
- 2010 — Наблюдение[англ.] / Аманда (6 эпизодов)
- 2014 — Менталист / Кристи Де Джорио (эпизод "Blue Bird")
- 2014 — Queen Gorya / Джени Рили (Пилотный эпизод)

## Дискография
- 2003 — Freaky Friday Soundtrack